# Aurangabad (Bengala Occidental)
Aurangabad (bengalí ঔরঙ্গাবাদ) és una ciutat de cens al districte de Murshidabad a l'estat de Bengala Occidental. És una unitat urbana al bloc de desenvolupament Suti - II.
Està situada a 24° 37′ N, 88° 04′ E / 24.61°N,88.06°E. La seva població el 2001 era de 32.134 habitants.